# Todesspirale

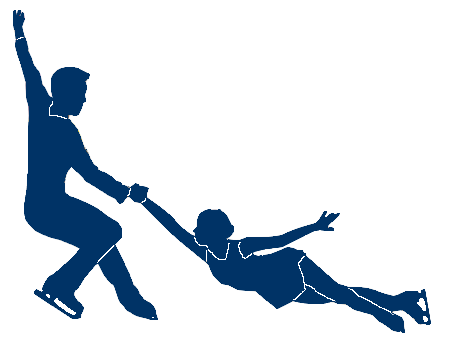
Darstellung der Todesspirale

Die Todesspirale (engl. death spiral) ist ein Element im Paarlaufen. Die Partnerin wird fast horizontal über dem Eis auf einem Bein gleitend und nur vom ausgestreckten Arm des Partners an der Hand  gehalten, um dessen Körperachse gezogen. Man unterscheidet folgende Varianten der Todesspirale:
- Todesspirale vorwärts-auswärts
- Todesspirale vorwärts-einwärts
- Todesspirale rückwärts-auswärts
- Todesspirale rückwärts-einwärts

## Schwierigkeitsniveau
Die Todesspirale kann in die drei folgenden Niveaus, abhängig von ihrer Schwierigkeit eingeteilt werden. Niveau 1 bezeichnet die einfachste, Niveau 2 die schwierigere und Niveau 3 die schwierigste Durchführung der Todesspirale.
Das Schwierigkeitsniveau wird vom Technischen Spezialisten festgestellt. 

### Niveau 1
Todesspirale beinhaltet das folgende Merkmal:
- Grundeingang und -ausgang mit einfachen Positionsvarianten jeder Partner (Körper, Arm, Bein)

### Niveau 2
Todesspirale beinhaltet eines der folgenden Merkmale:

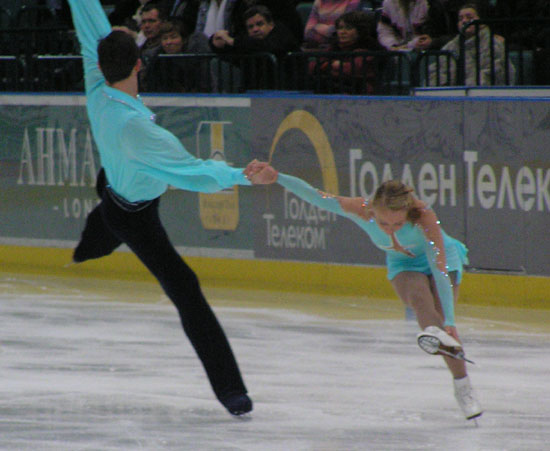
Die russischen Paarläufer Tatjana Totmjanina und Maxim Marinin während des Anfangs einer Todesspirale

- schwierigere Variante des Eingangs
- schwierigere Variante des Ausgangs
- schwierigere Variante der Handhaltung des Herrn
- die Dame ändert mindestens einmal ihre Körperposition
- Durchführung von Todesspirale in beiden Richtungen (rechts herum und gegen Uhrzeigersinn), die unmittelbar nacheinander folgen.

### Niveau 3
Todesspirale beinhaltet 2 der folgenden Merkmale für das Kurzprogramm oder 3 für die Kür:
- schwierigere Variante des Eingangs
- schwierigere Variante des Ausgangs
- schwierigere Variante der Handhaltung des Herrn
- die Dame ändert mindestens einmal ihre Körperposition
- schwierigere Positionen des Herrn (andere als gewöhnliche rückwärts-auswärts Drehen)
- Durchführung von Todesspirale in beiden Richtungen (rechts herum und gegen Uhrzeigersinn), die unmittelbar nacheinander folgen.